# 惡病質、肌少症與肌肉雜誌

惡病質、肌少症與肌肉雜誌（Journal of Cachexia, Sarcopenia and Muscle）是同行评审的医学期刊，每季發行，內容主要為與身体組成改變之相關研究，尤其是恶病质和肌少症（各為慢性疾病與衰老过程之後果）。本雜誌於2010年開始發刊，最初由施普林格科學+商業媒體出版，而後在 2015 年 1 月改由威立－布萊克威爾（Wiley-Blackwell）与肌少症、恶病质和消耗性疾病學会（Society on Sarcopenia, Cachexia and Wasting Disorders）联合出版。至2016年11月，该期刊有两个子期刊，分别名为JCSM-Clinical Reports和JCSM-Rapid Communications ，分别針對临床和基础科学領域的研究。

## 摘要和索引
该期刊收錄於Embase 、  Science Citation Index Expanded 、 和Scopus 。 根据期刊引用报告，该期刊2017年影响因子为12.511。 